# 拉祖尔纳亚湾
拉祖爾納亞灣（羅馬化：Bukhta Lazurnaya），前称沙末儿湾（转写：Samara Mudalin），是位於烏蘇里灣中的海湾，由濱海邊疆區負責管轄，長1.5公里，水深4米至7米，距離海參崴約20公里，是當地居民的度假勝地。1973年更为现名。